# Stradivari Artot-Alard
Lo Stradivari Artot–Alard del 1728 è un antico violino costruito dal liutaio Antonio Stradivari di Cremona (1644-1736).
Questo violino è stato esposto nella mostra Stradivarius al Musical Instrument Museum di Phoenix, in Arizona, fino al 5 giugno 2016.